# Tiniocellus imbellis
Tiniocellus imbellis là một loài bọ cánh cứng trong họ Bọ hung (Scarabaeidae).